# Jardin botanique de la faculté de pharmacie d'Angers
Le jardin botanique de la Faculté de pharmacie d'Angers est situé dans l’enceinte de la faculté de pharmacie, au 16 boulevard Davier à Angers.  Celle-ci l’a à sa charge, mais le terrain appartient à la commune d’Angers.

## Histoire
La création du Jardin débute en 1888 pour finir en 1895 aménagé sous sa forme actuelle.
Le jardin n’a subi que des modifications mineures depuis sa création ce qui en fait un témoin du passé et sa principale originalité puisqu’il est un des derniers à être organisé de cette manière. En effet, les 2 000 plantes représentées dans le jardin sont classées sur 32 plates-bandes selon la classification de Bentham et Hooker qui faisait référence à la fin du XIXe siècle. 

## Description
D’une surface de 8 000 m2, le jardin est composé de deux grandes parties de 4 000 m2, chacune séparées par une grande allée. La première, proche des bâtiments de la Faculté, contient les plates bandes, un espace consacré aux plantes médicinales et une serre chauffée de 100 m2. La seconde partie intègre l’arboretum.

## Vocation
Le jardin botanique a deux vocations aujourd’hui :
- en premier lieu, l’enseignement, avec les cours dispensés aux élèves de la faculté ainsi que par la visite annuelle de classes de collège et lycée ;
- ensuite la création d’un conservatoire d’espèces végétales avec le regroupement d’espèces et les échanges au travers du réseau de jardins botaniques.